# Place Vaudémont
La place Vaudémont est une place de la commune de Nancy, sise au sein du département de Meurthe-et-Moselle, en région Lorraine.

## Situation et accès
La place est comprise au sein de la ville-vieille de Nancy. Elle est située juste à l'ouest de l'Arc Héré, entre la place de la Carrière et la rue des Maréchaux.

## Origine du nom
Le vocable de Vaudémont rappelle, outre le bastion de Vaudémont de la Ville-Vieille, le souvenir d'une des plus anciennes et des plus
glorieuses familles seigneuriales du duché de Lorraine, les comtes de Vaudémont.

## Historique
Lors de l'abattement des murailles sises de part-et-d'autre de la porte Héré, une nouvelle voie fut percée (Rue Gustave-Simon) et un nouvel espace public fut construit dès la fin du XIXe siècle. Elle fut aussitôt appelée « place des Chameaux », en souvenir de ces animaux exotiques importés à Nancy par le duc Léopold en 1698.
En 1867, on lui donna le nom de « place de Vaudémont ».
En 1877, Prosper Morey fut chargé d'agrémenter cette place. Sur le mur ouest de la porte Héré, il créa une façade de style néoclassique surmontée de pots-à-feux à la base de laquelle s'élève une fontaine.

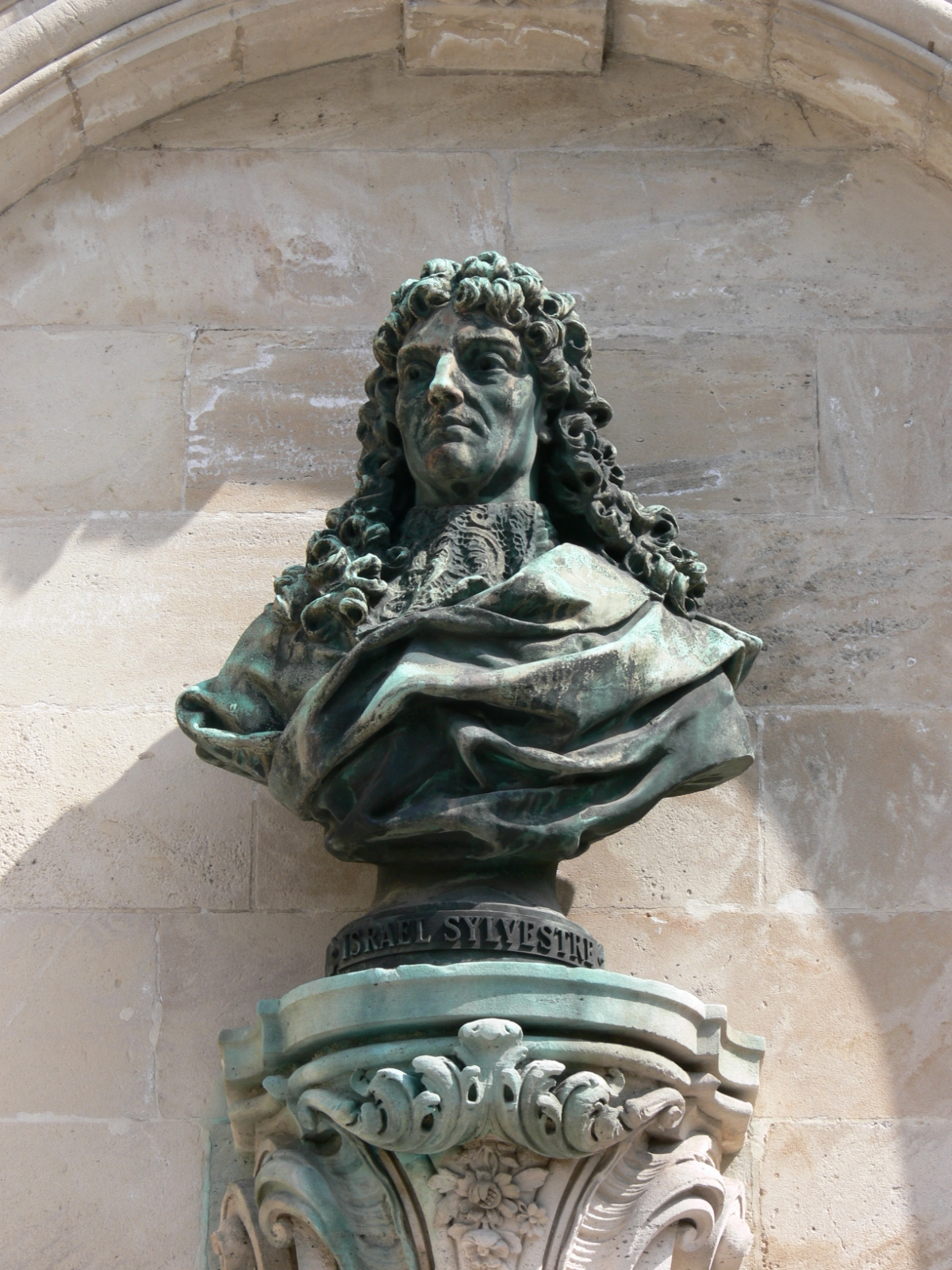
Charles Pêtre (1828-1907), buste du graveur Israël Silvestre (1881), adossé à la porte Héré.

Cette fontaine, inaugurée en 1881, est surmontée d'une statue du célèbre graveur Jacques Callot, créée par le sculpteur Eugène Laurent. De part et d'autre de la fontaine ont été installés les bustes des graveurs Israël Silvestre et Ferdinand de Saint-Urbain, modelés par Charles Pêtre.